# Гречихо, Денис Викторович
Денис Викторович Гречихо (бел. Дзяніс Віктаравіч Грачыха; род. 22 мая 1999, Могилёв) — белорусский футболист, полузащитник минского «Динамо».

## Клубная карьера

### «Днепр» Могилёв
Воспитанник футбольной академии могилёвского «Днепра». Первым тренером футболиста был Яков Гдальевич Рыжавский. В 2017 году футболист стал выступать за дублирующий состав могилёвского клуба. В августе 2017 года вместе с другими молодыми игроками подписал полноценный трёхлетний контракт с клубом. Вскоре футболист стал привлекаться к играм с основной командой клуба. Дебютировал за клуб 23 октября 2017 года в матче против борисовского БАТЭ.
В начале 2018 года футболист готовился к новому сезону с основной командой могилёвского клуба. Новый сезон начал 11 марта 2018 года с четвертьфинального матча Кубка Беларуси против солигорского «Шахтёра». Вместе с клубом вышел в полуфинал Кубка Беларуси, в ответном матче 17 марта 2018 года победив солигорский клуб. Первый матч в чемпионате сыграл 1 апреля 2018 года против «Городеи». На протяжении сезона футболист был одним из ключевых игроком клуба. По итогу сезона вместе с клубом занял последнее место в турнирной таблице Высшей лиги. В начале 2019 года могилёвский днепр был расформирован из-за финансовых трудностей и вскоре объединился в минским «Лучом» в клуб «Дняпро». В марте 2019 года футболист официально присоединился к новообразованному могилёвскому клубу.

### «Рух» Брест
В апреле 2019 года футболист на правах арендного соглашения присоединился к брестскому «Рух». Дебютировал за клуб 13 апреля 2019 года в матче против бобруйской «Белшины». Дебютный гол за клуб забил 18 мая 2019 года в матче против «Сморгони». В матче 15 июня 2019 года против светлогорского «Химика» футболист отличился дублем. В августе 2019 года присоединился к брестскому клубу на постоянной основе, подписав трёхлетний контракт. В ответном матче 19 октября 2019 года против светлогорского «Химика» футболист отличился ещё одним дублем. Вместе с клубом стал бронзовым призёром Первой лиги и отправился в стыковые матчи на повышение в классе. В рамках стыковых матчей победил «Дняпро» и помог клуб выйти в Высшую лигу.
Новый сезон футболист начал с матча 20 марта 2020 года против минского «Динамо». Своим дебютным голом в рамках Высшей лиги отличился 9 мая 2020 года в матче против гродненского «Немана». На протяжении сезона футболист оставался ключевым игроком основной команды. Матч 22 тура против «Городеи», который прошёл 22 августа 2020 года стал для футболиста 50 в рамках белорусского чемпионата. По итогу сезона футболист отличился 6 забитыми голами и 4 результативными передачами.
Первый матч в новом сезоне футболист сыграл 13 марта 2021 года в матче против «Гомеля». первым результативным действием за клуб футболист отличился 10 апреля 2021 года в матче против «Ислочи», отдав голевую передачу. Первым в сезоне голом отличился 15 мая 2021 года в матче против БАТЭ. В мае 2021 года к футболисту также проявлял интерес клуб из турецкой Суперлиги. В июле 2021 года футболист стал лучшим игроком месяца в рамках Высшей лиги. Также футболист на проятжении сезона несколько матчей выходил на поле с капитанской повязкой. Закончил сезон с 5 забитыми голами во всех турнирах и 3 результативными передачами.

### «Динамо» Минск
В начале 2022 года брестский «Рух» из-за санкций на его владельца снялся с розыгрыша Высшей лиги и футболист в марте 2022 года тренировался со столичным «Минском». Однако в апреле 2022 года футболист перешёл в минское «Динамо» на правах арендного соглашения до конца июня 2022 года. Дебютировал за клуб 9 апреля 2022 года в матче против мозырской «Славии», выйдя на поле в стартовом составе. В июне 2022 года покинул клуб по окончании срока действия арендного соглашения. В июле 2022 года вернулся в минское «Динамо», только уже на постоянной основе, подписав контракт до конца сезона. Затем сразу вместе с клубом отправился на квалификационные матчи Лиги конференций УЕФА. Дебютировал в рамках еврокубкового турнира 21 июля 2022 года в матче против израильского клуба «Хапоэль» (Беэр-Шева). Первым результативным действием отличился в матче 7 августа 2022 года против «Минска», отдав голевую передачу. Дебютный гол за клуб забил 31 августа 2022 года в матче против гродненского «Немана». В следующем матче 4 сентября 2022 года против могилёвского «Днепра» футболист отличился хет-триком из результативных передач. В матче 16 сентября 2022 года против «Гомеля» футболист отличился забитым дублем. В ноябре 2022 года появилась информация, что футболист продолжит карьеру в борисовском БАТЭ. В декабре 2022 года покинул минское «Динамо». В сезоне-2022 провел 27 матчей в высшей лиге и набрал 12 (4+8) очков, став вторым по результативности в команде после Ивана Бахара.

### БАТЭ
В декабре 2022 года перешёл в борисовский БАТЭ. Дебютировал за клуб 4 марта 2023 года в матче Кубка Беларуси против бобруйской «Белшины», отличившись хет-триком из результативных передач. Вышел в полуфинал Кубка Беларуси, победив бобруйский клуб 11 марта 2023 года в ответном четвертьфинальном матче. Первый матч в чемпионате сыграл 18 марта 2023 года против «Гомеля». Стал серебряным призёром Кубка Беларуси, где в финале 28 мая 2023 года уступил жодинскому «Торпедо-БелАЗ». В июле 2023 года футболист вместе с клубом отправился на квалификационные матчи Лиги чемпионов УЕФА. Первый матч в рамках еврокубкового турнира сыграл 11 июля 2023 года против албанского клуба «Партизани». Во втором квалификационном раунде футболист с клубом по сумме матчей уступил кипрскому «Арису» и отправился выступать в квалификации Лиги Европы УЕФА. В рамках квалификаций Лиги Европы УЕФА вместе с клубом уступил молдавскому «Шерифу» и выбыл в квалификационный раунд плей-офф Лиги конференций УЕФА. В квалификационном раунде плей-офф Лиги конференций УЕФА футболист вместе с клубом уступил по сумме матчей косоварскому «Балкани» и закончил еврокубковую компанию. На протяжении сезона футболист был в клубе одним из ключевых игроков, большую часть заключительного отрезка которого пропустил из-за травмы, отличившись 8 результативными передачами во всех турнирах. По итогу сезона футболист вместе с клубом завершил чемпионат на итоговом пятом месте.

#### Аренда в «Женис»
В январе 2024 года появилась информация, что футболист может перейти в казахстанский клуб «Актобе». В январе 2024 года футболист приступил к подготовке к новому сезону вместе с борисовским клубом. В феврале 2024 года появилась информация, что футболист на правах арендного соглашения присоединился к казахстанскому «Женису». Вскоре борисовский БАТЭ официально подтвердил переход футбола, который был арендован до конца сезона. В сезоне-2024 провел в чемпионате Казахстана 18 матчей и набрал 2 (1+1) очка.
В январе 2025 года подписал соглашение с минским «Динамо». 28 июня в матче 14-го тура высшей лиги с «Динамо-Брест» (5:0) в столкновении с Артемом Быковым получил перелом скуловой кости (Быкову была показана прямая красная карточка).

## Карьера за сборную
14 ноября 2018 года дебютировал в составе молодёжной сборной Беларуси, выйдя на замену во втором тайме товарищеского матча против Хорватии (1:3). Позже он стал основным игроком молодёжной команды.
Весной 2021 года неоднократно вызывался в национальную сборную Беларуси. Однако за сборную тогда не дебютировал. В мае 2022 года был снова вызван в сборную для участия в матчах Лиги наций УЕФА. Дебютировал за сборную 3 июля 2022 года в матче против Словении, выйдя на замену на 82 минуте.

## Статистика
| Сезон    | Дивизион | Клуб           | Страна   | Матчи | Голы |
| -------- | -------- | -------------- | -------- | ----- | ---- |
| 2017     | Д1       | Днепр          | Беларусь | 4     | 0    |
| 2018     | Д1       | Днепр          | Беларусь | 26    | 0    |
| 2019 (1) | дубль    | Днепр          | Беларусь | 2     | 0    |
| 2019 (2) | Д2       | Рух            | Беларусь | 23    | 7    |
| 2020     | Д1       | Рух            | Беларусь | 26    | 6    |
| 2021     | Д1       | Рух            | Беларусь | 28    | 4    |
| 2022     | Д1       | Динамо (Минск) | Беларусь | 27    | 4    |
| 2023     | Д1       | БАТЭ           | Беларусь | 17    | 0    |

## Достижения
«Динамо» Минск
- Обладатель Суперкубка Беларуси: 2025